# Ricardo Nanita
Ricardo Michael Nanita (Santo Domingo, 12 de junio de 1981) es un jardinero dominicano de béisbol profesional que actualmente es agente libre. Ha jugado en la Liga Japonesa de Béisbol Profesional (NPB) para los Chunichi Dragons.

## Carrera amateur
Nanita asistió a Chipola College y luego se transfirió a la Universidad Internacional de Florida (FIU), donde jugó béisbol universitario para el equipo de béisbol FIU Panthers.

## Carrera profesional

### Chicago White Sox
Los Chicago White Sox seleccionaron a Nanita en la 14.ª ronda del draft de 2003 de las Grandes Ligas.
Nanita pasó su primera temporada en las menores con Great Falls, filial de los White Sox, en la Pioneer League, registrando un promedio de bateo de (.384) con 37 carreras impulsadas en 212 apariciones en el plato.

### Toronto Blue Jays
Nanita jugó para Las Vegas 51s, filial de los Toronto Blue Jays Triple-A, en las temporadas 2011 y 2012. Los Azulejos lo invitaron a los entrenamientos de primavera en 2013.
Nanita jugó para el equipo nacional de béisbol de República Dominicana en el Clásico Mundial de Béisbol 2013.
Nanita comenzó la temporada 2013 con los Fisher Cats Double-A New Hampshire. Fue ascendido a los Buffalo Bisons Triple-A el 21 de mayo.
El 20 de enero de 2014, los Azulejos anunciaron que Nanita había firmado un contrato de ligas menores para 2014 con una invitación a los entrenamientos de primavera de las ligas mayores. Fue asignado a los Buffalo Bisons Triple-A antes del final del entrenamiento de primavera. Nanita fue transferido a la lista de inactivos temporalmente el 11 de mayo de 2014, luego de que abrió la temporada con (.118) en 6 juegos. El 17 de mayo se anunció que Nanita había sido cedido a los Tigres de Quintana Roo de la Liga Mexicana de Béisbol.

### Chunichi Dragons
Nanita fue firmado por los Chunichi Dragons de Nippon Professional Baseball el 15 de diciembre de 2014.
El 29 de octubre de 2016 se confirmó que Nanita sería liberada de los Dragones junto con Leyson Séptimo, Juan Jaime, Drew Naylor, y Anderson Hernández.

### Guerreros de Oaxaca
El 14 de marzo de 2018, Nanita firmó con los Guerreros de Oaxaca de la Liga Mexicana. Fue puesto en libertad el 30 de marzo de 2018.

## Liga Dominicana
Ricardo Nanita jugó en la Liga Dominicana para los Tigres del Licey, Toros del Este y las Águilas Cibaeñas.